# Parrocchia di Sabine
La parrocchia di Sabine (in inglese Sabine Parish) è una parrocchia dello Stato della Louisiana, negli Stati Uniti. La popolazione al censimento del 2000 era di 23 459 abitanti. Il capoluogo è Many.
La parrocchia (in Louisiana le parrocchie costituiscono un livello amministrativo equivalente a quello delle contee degli altri stati degli USA) fu creata nel 1843.